# Lewisia
Lewisia of Bitterkruid  is een geslacht uit de familie Montiaceae. Het geslacht is genoemd naar de ontdekker Meriwether Lewis (1774–1838). Het geslacht kent meer dan twintig soorten
De soorten kunnen worden gebruikt in een rotstuin. De planten staan het liefst op het noordoosten. Enkele soorten kunnen de volle zon verdragen. De plant heeft leerachtige bladeren en een lange penwortel. Omdat de plant maar een penwortel heeft, is het moeilijk de planten te verpoten
De soorten komen uit de Rocky Mountains, dat wil zeggen de Amerikaanse staten Californië, Oregon, Nevada en Washington en de Canadese provincie Brits-Columbia. Ze groeien op puinhellingen, op uitstekende richels en zelfs in een semi-woestijnklimaat.
Frederick Pursh (1774-1820) beschreef de classificatie van Lewisia, die in 1989 door Brian Mathew werd bijgesteld. Sindsdien geldt de volgende indeling:
- geslacht Lewisia Pursh
  - ondergeslacht Lewisia
    - sectie Brachycalys Mathew
    - sectie Cotelydon Hohn ex Mathew
    - sectie Eroculles Mathew
    - sectie Lewisia
    - sectie Oppositifolia Mathew
    - sectie Pygmaea Mathew
    - sectie Strophiolum Hohn ex Mathew

## Enkele soorten

### Lewisia tweedyi
Deze soort is afkomstig uit Brits-Columbia en Washington. De soort groeit in zure grond. De plant bloeit in april en mei met witte of roze bloemen op steeltjes van 5-10 cm.

### Lewisia columbiana(sectieCotelydon)
Deze soort uit Brits-Columbia heeft een kleine rozet en stengels met vrij kleine bloemen, maar bloeit wel uitbundig. De bloem kan diverse kleuren hebben, waaronder wit, roze en lila. De plant houdt van een lichte schaduw en een poreuze grond.

### Lewisia rediviva(sectieLewisia)
Deze soort heeft ronde blaadjes. De plant bloeit in april en mei met roze of witte bloempjes. De soort gedijt het beste op een zonnige, warme plaats in een neutrale grond.
Calandrinia · 
Calyptridium · 
Cistanthe · 
Claytonia (Winterpostelein) · 
Hectorella · 
Lenzia · 
Lewisia · 
Lewisiopsis · 
Lyallia · 
Montia (Bronkruid) · 
Montiopsis · 
Parakeelya · 
Phemeranthus · 
Philippiamra · 
Schreiteria